# Вайкерсхайм
Вайкерсхайм (на немски: Weikersheim) е град в Баден-Вюртемберг, Германия, със 7324 жители (към 31 декември 2015).
- Дворец Вайкерсхайм